# Delitto politico
Il sintagma crimine politico si applica sia ai crimini contro lo Stato, vale a dire violazioni di leggi destinate a modificare un contesto sociale, sia ai crimini commessi dallo Stato: in tal caso esso si applica sia agli atti interni, cioè violazioni di leggi e atti non etici commessi da agenti e agenzie statali e avvenuti all'interno di un particolare paese, sia agli atti internazionali, avvenuti al di fuori del paese in questione.

## Criminologia
In criminologia si distinguono i crimini politici esaminando il loro contesto, cioè i loro moventi, i loro autori e affiliazioni, i loro obiettivi, nonché i loro effetti. Un crimine politico contro lo Stato è commesso con intento o motivazione politica o ideologica volta a danneggiare lo Stato, mentre un crimine di Stato consiste in un'azione illegale compiuta da un governo con l'obiettivo di ridurre al minimo o eliminare le minacce al suo potere.

## Diritto penale
Nel codice penale italiano viene definito delitto politico, dall'art. 8, «ogni delitto, che offende un interesse politico dello Stato, ovvero un diritto politico del cittadino. È altresì considerato politico il delitto comune determinato in tutto o in parte da motivi politici».

### In epoca statutaria
L'ampia nozione di delitto politico, accolta dal legislatore del 1930, si specifica in due diverse figure di delitto politico rispettivamente previste al primo comma e al secondo comma dell'articolo 8: il delitto politico in senso oggettivo ed il delitto politico in senso soggettivo.
- Il delitto è oggettivamente politico quando tale natura si desume dal bene o interesse leso.
- Il delitto è soggettivamente politico quando si caratterizza dalla motivazione psicologica che spinge il reo a delinquere.

### Delitto politico e Costituzione
L'individuazione del concetto di delitto politico nell'ordinamento giuridico italiano si fa più complessa per la presenza di due norme costituzionali, l'art. 10 e l'art. 26, che pur riferendosi al delitto politico, non ne danno una definizione. Da qui la nascita di opposte teorie dottrinali, in particolare la teoria secondo cui la Costituzione avrebbe recepito e assegnato valenza costituzionale alla nozione di cui all'art. 8 del codice penale, e la teoria autonomistica, secondo cui la Costituzione non avrebbe recepito la nozione codicistica ma piuttosto una nozione differente. 